# Trichogramma mandelai
Trichogramma mandelai is een vliesvleugelig insect uit de familie Trichogrammatidae. De wetenschappelijke naam is voor het eerst geldig gepubliceerd in 1988 door Pintureau & Babault.